# Protexarnis velifera
Protexarnis velifera är en fjärilsart som beskrevs av Corti och Max Wilhelm Karl Draudt 1933. Protexarnis velifera ingår i släktet Protexarnis och familjen nattflyn. Inga underarter finns listade i Catalogue of Life.